# Jens Weißflog
Jens Weißflog (Erlabrunn, República Democràtica Alemanya 1964) és un saltador amb esquís alemany, un dels més destacats de la dècada del 1980 i 1990.

## Biografia
Va néixer el 21 de juliol de 1964 a la ciutat d'Erlabrunn, població situada a l'estat de Saxònia, que en aquells moments formava part de la República Democràtica Alemanya (RDA) i que avui en dia forma part d'Alemanya.

## Carrera esportiva
Va participar, als 19 anys, en els Jocs Olímpics d'Hivern de 1984 realitzats a Sarajevo (RFS Iugoslàvia), on aconseguí guanyar en representació de la RDA la medalla d'or en la prova de salt curt i la medalla de plata en la prova de salt llarg. En els Jocs Olímpics d'Hivern de 1988 realitzats a Calgary (Canadà) aconseguí finalitzar en novena posició en la prova de salt curt i trenta-unè en el salt llarg. En els Jocs Olímpics d'Hivern de 1992 realitzats a Albertville (França) tornà a ser novè en el salt curt i trenta-tresè en els salt llarg, si bé fou cinquè en el salt llarg per equips realitzat per primera vegada en uns Jocs. En els Jocs Olímpics d'Hivern de 1994 realitzats a Lillehammer (Noruega) tornà a demostrar un gran nivell competiu, guanyant la medalla d'or en les proves de salt llarg individual i salt per equips, finalitzant així mateix quart en el salt curt individual.
Al llarg de la seva carrera ha guanyat nou medalles en el Campionat del Món d'esquí nòrdic, destacant dues medalles d'or en el salt individual curt (1985 i 1989). Així mateix ha guanyat quatre vegades el Torneig dels Quatre Trampolins (1983/1984, 1984/1985, 1990/1991 i 1995/1996).